# 临沂市博物馆
临沂市博物馆是位于山东省临沂市的市立综合性博物馆，现有临沂市博物馆主馆、银雀山汉墓竹简博物馆和临沂孔庙共同组成。2020年12月评为“国家一级博物馆”。

## 历史沿革
2019年，临沂市博物馆与银雀山汉墓竹简博物馆合并成为临沂市博物馆，负责临沂市博物馆、银雀山汉墓竹简博物馆、孔庙的管理和运行。

### 博物馆主馆
临沂市博物馆前身最早为1963年成立的“临沂县文物收集组”,地址设在五贤祠内，负责管理全临沂地区的文物工作。1976年春，改称“临沂县文物组”，隶属县文化局领导，不再监管文物工作。1979年文物组从五贤祠搬到沂州路中段51号，设置了文物陈列室并对外开放，并于次年更名为“临沂县博物馆”。1984年临沂县改为临沂市（县级），博物馆遂改为“临沂市博物馆”。1995年临沂地区撤地改市，博物馆升格为市级博物馆，由市文化局管理。1998年1月临沂市博物馆搬迁至临沂市文庙。2009年3月博物馆新馆正式开工建设，于2011年9月建成使用，2012年7月1日正式对外开放。

### 银雀山汉墓竹简博物馆分馆
临沂市汉墓竹简博物馆位于临沂市银雀山西南麓，于1989年10月正式开放，是中国第一座遗址性专题汉墓竹简博物馆。主体建筑为银雀山汉墓厅和竹简陈列厅，陈列突出汉墓、竹简、兵法三大主题，收藏和展示了金雀山、银雀山百余座墓葬中出土的珍贵文物。

### 孔庙分馆
临沂孔庙现为省级文物保护单位，始建于金代，是历代祭祀孔子的地方,明代、清代均重修并增建，旧时一直是州学、府学所在地，现占地面积约7000平方米，整个建筑呈长方形，分前、中、后三进庭院，沿中轴线自南向北，依次为前大门（东西耳房）、大成殿（东西两庑）、明伦堂，内供奉有孔子、四配及十二哲塑像。大门内两侧各有银杏树1株，据史书记载植于金代，东为雄株，西为雌株。